# 大陸科学院

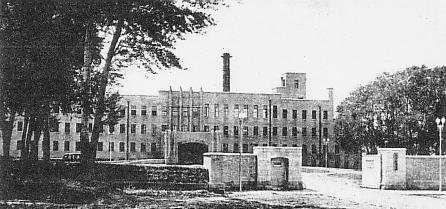
大陸科学院

大陸科学院（たいりくかがくいん）は、満州国に設けられた研究機関。鈴木梅太郎が院長を務めていたことでも知られている。

## 概要
満州国の国務総理大臣直属機関として、1935年（康徳2年）に設置された。日本の理化学研究所との関係が深く、理研所長の大河内正敏は顧問に就任し、鈴木梅太郎もその縁で第2代院長に就任している。

## 組織
1940年（康徳7年）時点
- 総務科

### 研究室
- 院長研究室
- 農産化学研究室
- 林産化学研究室
- 畜産化学研究室
- 生物化学研究室
- 有機化学研究室
- 無機化学研究室
- 土性研究室
- 燃料研究室
- 動力及工作機械研究室
- 上下水研究室
- 土木研究室
- 建築研究室
- 防毒化学研究室

### 試験室
- 理化学試験室
- 木材試験室
- 低温試験室
- 機械工作試験室

### その他機関
- ハルビン分室
- 衛生技術廠
- 獣疫研究所
- 馬疫研究処
- 地質調査所
- 科学振興懇談会

## 歴代院長
1. 直木倫太郎
2. 鈴木梅太郎
3. 直木倫太郎
4. 大村卓一